# 3人の子供の年齢のパズル
3人の子供の年齢のパズル（3にんのこどものねんれいのパズル、英: Ages of Three Children puzzle）はロジックパズルの一つ。一見すると解くための情報が不足しているように見えるが、じっくり考えてみることで解答に行きつくことができる。

## 問題
ある国勢調査員が、自宅の門のところにもたれている女性に近づいて、彼女の子供について尋ねる。女性は「私には子供が3人います。子供たちの年齢の積は72で、和はこの門に書いてある番号と同じです」と返す。調査員は少しの計算をしてから、それだけでは情報が足りないと言う。すると女性は、「年が一番上の子がはしかで寝ているから、見に行かないと」と門の閉じぎわに調査員に伝えて家の中に入っていく。調査員は満足してその家を後にする。子供たちの年齢はいくつだろうか。
この問題はいろいろな形で述べられるが、与えられる基本的な情報は同じである。
- 3人の子供の年齢の積は、調査員も分かっており、問題文中でも解答者側に明示される。
- 3人の子供の年齢の和は、問題文中に具体的な値は示されないので解答者側には分からないが、調査員には分かっている。問題文のような「門に書いてある番号と同じ」、あるいは「年齢を足し上げると今日の日付になる」[2]などさまざまな例がある。
- 最年長の子が1人であることが会話の中で示される。問題文のような「最年長の子がはしかで寝ている」、あるいは「最年長の子はチェスが上手い」[3]などさまざまな例がある。

年齢の積が36である別のバージョンもある。このときは結果が違ってくる。

## 解

### 72の場合
72の素因数は2, 2, 2, 3, 3である。言い換えると 2 × 2 × 2 × 3 × 3 = 72 となる。
これより、次の表のような解の候補となる三つ組が得られる。
| 子供Xの年齢 | 子供Yの年齢 | 子供Zの年齢 | 総和 |
| ----------- | ----------- | ----------- | ---- |
| 1           | 1           | 72          | 74   |
| 1           | 2           | 36          | 39   |
| 1           | 3           | 24          | 28   |
| 1           | 4           | 18          | 23   |
| 1           | 6           | 12          | 19   |
| 1           | 8           | 9           | 18   |
| 2           | 2           | 18          | 22   |
| 2           | 3           | 12          | 17   |
| 2           | 4           | 9           | 15   |
| 2           | 6           | 6           | 14   |
| 3           | 3           | 8           | 14   |
| 3           | 4           | 6           | 13   |

国勢調査員は和を知っていながら、答を出すのに十分な情報が足りないと言った。よって和がその値であるような組が複数なければいけない。そのような唯一の三つ組のペアは、
A. 2 + 6 + 6 = 14
B. 3 + 3 + 8 = 14
ケースAのとき「最年長の子」は存在しないから（6歳の子の片方は、数分早く生まれているかもしれないし、9から12か月ほど早く生まれているかもしれないが）、最年長の子がいると知った調査員は正しい解がケースBであると結論付けられたのだとわかる。

### 36の場合
36の素因数は2, 2, 3, 3なので、可能な三つ組は
| 子供Xの年齢 | 子供Yの年齢 | 子供Zの年齢 | 総和 |
| ----------- | ----------- | ----------- | ---- |
| 1           | 1           | 36          | 38   |
| 1           | 2           | 18          | 21   |
| 1           | 3           | 12          | 16   |
| 1           | 4           | 9           | 14   |
| 1           | 6           | 6           | 13   |
| 2           | 2           | 9           | 13   |
| 2           | 3           | 6           | 11   |
| 3           | 3           | 4           | 10   |

同じ論法で、門の番号は13、子供の年齢は9歳、2歳、2歳であることがわかる。

## 一般化
ここでは積 {\displaystyle P} が72と36の場合について述べたが、他の自然数であっても問題を成り立たせる（一意的な解が存在するようにする）ことはできる。例えば、{\displaystyle P=51597} を積とするような自然数の三つ組は48通りあるが、それらのうち和も一致するようなものは (13,63,63)と(21,27,91)、(7,63,117)と(13,27,147)、(1,189,273)と(9,13,441) の3ペアである。よって問題の解は (21歳,27歳,91歳) と定まる。
このような {\displaystyle P} を小さいほうから並べると 36,72,225,288,… となり、この数列は無限に続く。なぜなら、{\displaystyle P_{0}} を既知の項とするとき、 {\displaystyle P_{0}<q} となる任意の素数に対し {\displaystyle P:=q^{3}P_{0}} もまたこの数列に並ぶからである。これは、{\displaystyle P_{0}} を積とする自然数の三つ組に素因数 {\displaystyle q,q,q} を割り振るあらゆる方法（三つ組のうち1つに {\displaystyle q^{3}} を掛ける、1つに {\displaystyle q^{2}} を掛けもう1つに {\displaystyle q} を掛ける、等）をリストアップしたとき、和も一致するのは「元々和が等しかったものどうしに {\displaystyle (q,q,q)} を掛け合わせたもの」に限られる（素因数に着目した比較を行えばよい）ことからわかる。